# 279 Puppis
279 Puppis (h² Puppis) é uma estrela na direção da Puppis. Possui uma ascensão reta de 08h 14m 02.89s e uma declinação de −40° 20′ 51.8″. Sua magnitude aparente é igual a 4.42. Considerando sua distância de 310 anos-luz em relação à Terra, sua magnitude absoluta é igual a −0.47. Pertence à classe espectral K1II/III.